# Lancieux
Lancieux (tiếng Breton: Lanseeg, Gallo: Lansioec) là một xã của tỉnh Côtes-d’Armor, thuộc vùng Bretagne, tây bắc Pháp.

## Dân số
Người dân ở Lancieux được gọi là Lancieutins hoặc Lancieutains.